# 미국 국립생물공학정보센터

미국 국립생물공학정보센터(NCBI)의 로고

미국 국립생물공학정보센터(영어: National Center for Biotechnology Information, NCBI)는 미국 국립보건원 산하 미국 국립 의학 도서관의 운영 분야 중 하나이다. NCBI는 1988년 미국 메릴랜드주에 설립되었다. NCBI는 생명과학 및 의학 논문 인덱스의 데이터베이스인 펍메드(PubMed), 유전체 서열 데이터베이스인 진뱅크(GenBank)를 비롯하여 각종 생명공학 정보들을 담고 있으며, 이 모든 정보들은 Entrez 검색엔진을 이용하여 온라인으로 열람할 수 있다.
생정보학 전담부서로 컴퓨터를 활용하여 생물학 및 의학 분야의 방대한 데이터를 분석하기 위한 DB를 구축하고 분석도구를 개발하는 것이 주요 임무이다. 가장 널리 쓰이는 분석 도구인 서열 검색용 프로그램 등을 개발하였다. 생물학적으로 중요한 분자의 구조와 기능을 분석하기 위한 컴퓨터 정보 처리 기술 연구, 수학적, 전산학적 방법을 사용한 생물학 및 의학적 문제의 분자 수준에서의 연구, 분자생물학, 생화학, 유전학에 대한 지식을 저장, 분석하기 위한 자동화 시스템 개발, DB와 S/W 개발, 생명공학 기술 정보 수집, 연구소, 학회, 산업체, 정부 기관 등과의 협력, 과학적 정보교환 강화, 전산생물학의 기초 및 응용 연구 훈련 지원, 다양한 DB와 S/W의 사용 지원, DB, 데이터 축적 및 교환, 생물학적 명명법의 표준 개발 등의 활동을 하고 있다.

## 같이 보기
- PNAS
- Entrez